# Leon Lipski

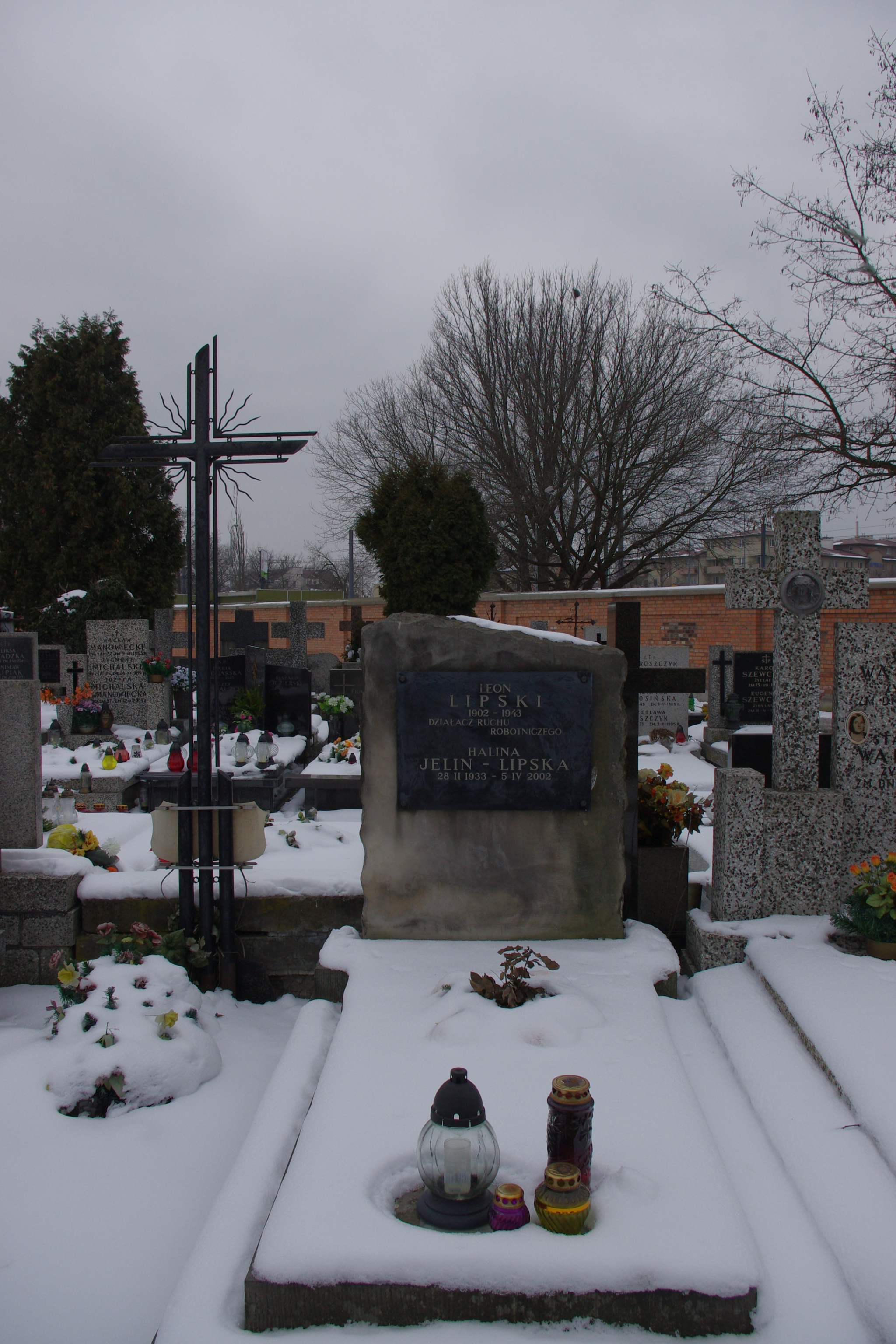
Grób Leona Lipskiego na cmentarzu Bródnowskim w Warszawie

Leon Wincenty Lipski, ps. Łukasz, Łukasiński, nazwisko okupacyjne Stanisław Łebkowski (ur. 16 marca 1902 w Dąbrowie Górniczej, zm. 21 czerwca 1943 w Warszawie) – polski działacz komunistyczny, członek Komunistycznej Partii Polski (KPP).

## Życiorys
Urodził się w rodzinie Teodora, górnika, i Franciszki (1864–1944). Był bratem Ludwika i Antoniego. Ukończył szkołę powszechną, potem był gońcem w magistracie w Dąbrowie Górniczej. W 1918 uczestniczył w rozbrajaniu Niemców.
W 1919 zasiadał w Radzie Delegatów Robotniczych. Od 1920 do 1921 pełnił funkcję sekretarza komitetu dzielnicowego KPP w Dąbrowie. Od czerwca 1926 sekretarz okręgowy KPP Poznań – Pomorze. 1929 sekretarz Komitetu Okręgowego (KO) Warszawa-Podmiejska, a 1930 sekretarz Komitetu warszawskiego KPP. Uczestnik V Zjazdu KPP w Peterhofie w sierpniu 1929 i VI Zjazdu KPP w Mohylewie 1932. W 1936 sekretarz KO KPP w Łodzi, członek Komitetu Centralnego KPP, kierownik Sekretariatu Krajowego KPP, przeciwnik stalinizacji partii.
W latach 1919–1938 wielokrotnie więziony. Przeciwnik rozwiązania KPP przez Międzynarodówkę Komunistyczną w 1938. Od końca 1940 do czerwca 1941 więziony przez NKWD w Mińsku.
W 1942 r. wraz z Teofilem Głowackim wydawał pismo „Lewą Marsz”. Próbował utworzyć własną organizację pod nazwą Komunistyczna Partia Polski, niezależną zarówno od Polskich Socjalistów, jak i Polskiej Partii Robotniczej. 21 czerwca 1943 został zastrzelony przez członków Gwardii Ludowej.